# Keiichi Kawanaka
Keiichi Kawanaka –en japonés, 川中恵一, Kawanaka Keiichi– (10 de enero de 1973) es un deportista japonés que compitió en natación.
Ganó una medalla de bronce en el Campeonato Pan-Pacífico de Natación de 1991, en la prueba de 200 m mariposa. Participó en los Juegos Olímpicos de Barcelona 1992, ocupando el quinto lugar en la misma prueba.

## Palmarés internacional
| Campeonato Pan-Pacífico | Campeonato Pan-Pacífico | Campeonato Pan-Pacífico | Campeonato Pan-Pacífico |
| Año                     | Lugar                   | Medalla                 | Prueba                  |
| ----------------------- | ----------------------- | ----------------------- | ----------------------- |
| 1991                    | Edmonton (Canadá)       | Medalla de bronce       | 200 m mariposa          |